# 达察·洛桑益西强白嘉措
达察·洛桑益西强白嘉措（藏語：བློ་བཟང་ཡེ་ཤེས་བྱམས་སྤེལ་རྒྱ་མཚོ་，威利转写：blo bzang ye shes byams pa rgya mtsho；1959年1月13日—）原俗名罗布次仁，藏族，生於印度加尔各答。經洛桑益西宣達多傑雄登神諭認可為第十三世（不计追认）达察活佛（功德林活佛），但未依傳統得到第十四世达赖喇嘛的正式認可，另一位达察·丹增确吉坚赞，則得到第十四世達賴喇嘛的承認，其地位仍存在爭議。

## 生平

### 出家
1959年1月13日，他出生在印度加尔各答一个藏族侨民家里。被起名为“罗布次仁”（Norbu Tsering）。其父名为将央桑丹（Jamyang Samten），其母（加尔各答本地的夏尔巴人）名为阿尼卓玛（Ani Dolma）。他们夫妇此前见过十二世达察活佛。由于其父母很穷，他们决定把罗布次仁送给养父母。
养父母将他抚养长大，并送他进入一所罗马天主教学校。童年时期，他便产生了强烈的放弃世俗生活而从事灵修的愿望。藏族僧侣特别吸引他，他作为一个小孩子曾经独自或与很少几个朋友步行前往参观藏传佛教寺院。13岁时，尽管尚未熟悉藏语，他写下了《二十一度母赞》，他还绘制了度母和吉祥天母的画。
16岁时，罗布次仁主动离开家赴印度达兰萨拉。达兰萨拉的哲蚌寺郭莽扎仓僧众请求Yudoma神谕指示十二世功德林活佛的转世所在，女神未作答复，仅示曼荼罗并用恭敬的手势指向罗布次仁。扎贡活佛（Dagom）应邀进行占卜，随后表示这位年轻人将对弘扬佛法作出很大贡献。林仁波切（Ling）则和Yudoma女神一样，进一步指出罗布次仁能力十分特殊，应当留下来发展自己这方面的能力。
第九十九任甘丹赤巴益西頓珠为罗布次仁剃度、授戒，并起法名“洛桑益西强白嘉措”。此后12年间，他认真学习佛教经典，并向各位高僧大德请益。

### 功德林活佛争议
他没有被第十四世达赖喇嘛正式承认为功德林活佛，只有被印度哲蚌寺郭莽扎仓给与“扎仓活佛”（Datsang Tulku）的名号。他的傳承地位並沒有依照傳統，因而存在爭議。
1997年，他向洛桑益西（Lobsang Yeshi）询问自己可否被授予十三世功德林活佛的名号。保护神多杰雄登回答称，如果他自己应别人要求使用功德林活佛的称号，那么这对教法和众生并无特别的利益。多杰雄登提到并愿意遵循林仁波切和宋仁波切的中立立场，并巧妙提及有关十三世功德林活佛的争议。最后，多杰雄登确认了洛桑益西强白嘉措的纯正根源，并鼓励他继续弘扬佛法、利益众生。
有评论认为，此前已经有许多例正宗化身未被正式承认名号，而名号反而由他人享有的情况。據說帕繃喀仁波切本来是章嘉活佛的真正化身，但他並沒有被認證為章嘉活佛。类似这种争议往往是西藏社会中政治及官僚的权谋导致的。承认某个转世不仅仅是属于某个政权、个人或神谕的专利。转世是为了众生，并不需要什么“开绿灯”或盖公章。真正可以认定转世的，是他们对佛法的贡献和对众生的利益。

### 成为高僧
洛桑益西强白嘉措继续长期学经，还曾在印度哲蚌寺郭莽扎仓参与管理。虽然他的处境十分艰难，然而他还是为郭莽扎仓作了很多贡献。在离开郭莽扎仓前，他于1993年为郭莽扎仓和宋仁波切提供了1000卢比。他还在哲蚌寺、更尤其是色拉寺发起了许多教学和灌顶活动。
1982年，郭莽扎仓的律僧以莫须有的罪名殴打了他。许多僧众被激怒，其中包括宋仁波切。当时访问了宋仁波切的刚坚仁波切说，宋仁波切对此事十分不满，曾经表示“功德林喇嘛被打不公平，他没有错。”宋仁波切认为，这是帕繃喀仁波切的法脉将要受迫害的征兆。由于此事发生，达赖不得不停止了各寺院任命律僧的传统。
1984年起，洛桑益西强白嘉措接触到越来越多的印度人和西方人，并为他们在菩提伽耶大塔附近举办露天教学。在那里，他使100位印度人皈依佛门。他的愿望是使佛教在其缘起之地印度重新弘扬。
1985年，达赖在菩提伽耶举办时轮金刚灌顶。当地印度人同达赖激烈对立，群体聚集并高呼口号，时轮金刚寺被洗劫一空。洛桑益西强白嘉措主动调解双方矛盾，安抚了这些印度人，使他们重新尊敬达赖。
在孟买和卡纳塔克邦，他也使数百名印度人皈依佛门。1992年，他安排印度人在Mundgod郊区觐见达赖，并在现场将达赖的话翻译为印地语。1994年，Mundgod发生骚乱，当地印度人殴打藏人，后被他制止。

### 多杰雄登争议
1991年，他走访了印度东北部各邦。同年，他首次访问欧洲，先后访问了荷兰、德国和意大利。后来，他在意大利西西里创办了Atisha Serlingpa Centre，在荷兰创办了Atisha Kirti Danza Group。1997年，他首次应邀赴远东传法，先后访问了印度尼西亚、台湾、马来西亚、新加坡，后来他又在1998年再次到访。他在这些地方举办了大量讲座，收了众多弟子。他赴远东的直接原因是1996年达赖颁布多杰雄登禁令。因为忠实于宗喀巴大师的指示，他决心尽自己所能来保护并传承宗喀巴的教诲。在多杰雄登信仰这一单纯的宗教实践受到无端攻击之时，他站在了和平抵抗的最前线。
1997年，他在新德里获得了奖项，还获得了斯里兰卡科伦坡开放国际大学（Open International University of Colombo）授予的哲学博士学位。
1990年代末，他在家中遇刺，受重伤。
他于2008年前后就达赖涉嫌宗教迫害问题向印度高等法院提起申诉。他咨询的律师Shree Sanjay Jain称：
在下述意义上，这是一个非常明确的宗教迫害案例。如果在你的教派中，你说这个神祇不得受到崇信，而把那些愿意崇信他的人们逐出主流佛教，这就是最为恶劣的歧视。
流亡政府方面谴责他接受汉人和中国政府的资助，因为他至少两次访问过中华人民共和国。但是，他否认自己在为汉人服务，而称自己有朋友是汉人，并赞扬汉人“在西藏正在做的事”，还宣称如果信仰多杰雄登的藏人不得不生活在达赖统治下的西藏，那他们“将很可能被钉在十字架上”。 他还将西方雄登社会的多杰雄登信仰者的遭遇同1930年代犹太人在纳粹德国的遭遇相提并论，并称之为宗教种族隔离。
印度功德林的许多僧众都来自印度，该寺支持多杰雄登信仰。